# Caulfeild-Gletscher
Der Caulfeild-Gletscher ist ein Gletscher an der Graham-Küste des Grahamlands auf der Antarktischen Halbinsel. Er ist der nördliche zweier Gletscher (der andere ist der Rickmers-Gletscher), die in den Hugi-Gletscher unweit dessen Mündung in die Holtedahl Bay fließen.
Luftaufnahmen der Hunting Aerosurveys Ltd. aus den Jahren von 1955 bis 1957 dienten dem Falkland Islands Dependencies Survey für eine Kartierung. Das UK Antarctic Place-Names Committee benannte ihn 1959 nach dem britischen Skifahrpionier Vivian Caulfeild (1874–1958).